# Foula
Pour les articles homonymes, voir Foula (homonymie).
L'île de Foula est située dans l'archipel des Shetland (Écosse) à une quarantaine de kilomètres au sud-ouest des autres îles. C'est une île-rocher, de forme à peu près ovoïde, de quatre kilomètres sur cinq, avec des falaises escarpées — 365 mètres pour la plus haute — et une lande riante mais stérile. Sa terre est composée de tourbe noire et visqueuse ne permettant pas la culture. Cinq collines abruptes à l’ouest côtoient une plaine presque sans reliefs à l’est, consistant en un mélange de marécages, de tourbières et de landes.

## Flore et faune
L'essentiel de sa végétation est constituée de bruyères, de mousses et de lichens. Pas un arbre ne pousse sur sa lande vallonnée.
Chaque année, des centaines de milliers d'oiseaux viennent s'accrocher sur les falaises de l'île et y nidifient. Parmi eux des pétrels fulmar, des cormorans, des macareux moines et des fous de Bassan, des mouettes, des sternes, des guillemots de Troïl, des guillemots à miroir et des Grands Labbes.  
Les landes sont peuplées de plus de 2 000 moutons typés.

## Histoire

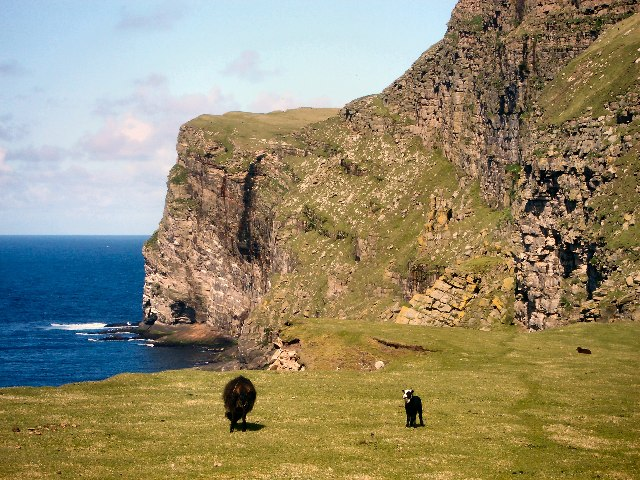
Falaises de Foula

Les Vikings furent les premiers navigateurs à y accoster, ils mentionnèrent la découverte de cette île et la nommèrent Fugl-oy (île aux oiseaux).
Une petite population d'îliens s'est constituée au cours des siècles, vivant de l'élevage de moutons, de quelques bœufs et de maigres cultures faites dans quelques endroits relativement protégés. La pêche n'était qu'une activité sporadique faite lorsque la mer n'était pas trop mauvaise. En fait, la seule ressource apparemment inépuisable, était la très importante colonie d'oiseaux. 
Les hommes se sont donc faits « pêcheurs d'oiseaux » et ramasseurs d'œufs, en escaladant les parois abruptes et glissantes des falaises au péril de leur vie. Des cordes étaient suspendues au-dessus des à-pics et les hommes se laissaient glisser vers les nids. Les colonies d'oiseaux sont aujourd'hui protégées.
L'île n'a pas de port, seulement un quai d'accostage, construit en 1920, pour la navette qui la relie une fois par semaine à Mainland, la principale île des Shetland. À cause du mauvais temps, il peut être impossible d'y accoster pendant plusieurs semaines, jusqu'à plus de deux mois. Elle possède un phare moderne construit en 1986.
En 1962, le ferry assurant la liaison avec les îles Shetland se perdit corps et biens dans une mer mauvaise. La population, très touchée par cette catastrophe, tomba à 27 habitants, et le comté envisagea un déménagement comme celui de l'île de Saint-Kilda. Mais, les îliens décident de rester, renonçant de ce fait à toute aide de l’État, tels docteurs, approvisionnement, eau, électricité. Leur communauté s'est alors organisée pour un développement entièrement autonome.
L'île était habitée en 1995 comme en 2003 par 45 habitants permanents. L'électricité n'y a été installée qu'en 1990 grâce à une éolienne. Les îliens pour se nourrir ont à leur disposition des petites cultures potagères, des œufs, des poissons, des oiseaux, des moutons, des vaches, des poules, des poneys nains, et l'eau potable se trouve en quantité sur l’île. Sur l'île vivent une infirmière et un instituteur.
Principaux hameaux : Ham Voe, Memi, Loch, le reste des habitations sont des maisons isolées.
Les habitants fêtent Yule (c’est-à-dire Noël) et le nouvel an selon le calendrier julien.
Les habitants ont parlé un dialecte scandinave hérité des vikings proche de la langue norvégienne, le « norn », jusque vers environ 1800.

## Culture
- À l'angle du monde, film en noir et blanc, réalisé en 1937 par Michael Powell[2].

## Tourisme, accessibilité
- Quand le temps le permet, un bateau assure une liaison, deux fois par semaine en été et une fois par semaine en hiver.
- De mai en septembre, un avion assure une liaison deux fois par semaine depuis Tingwall.
- Meilleure période : de mai à août.
- Climat : les nuits d'été sont courtes et il peut y avoir de longues journées ensoleillées.
- Logement : en formule Bed and Breakfast chez l'habitant (quelques chambres) ou l'auberge de jeunesse.
- Prévoir d'apporter des provisions de nourriture, des bottes et des vêtements de pluie.